# 鳳来寺山自然科学博物館

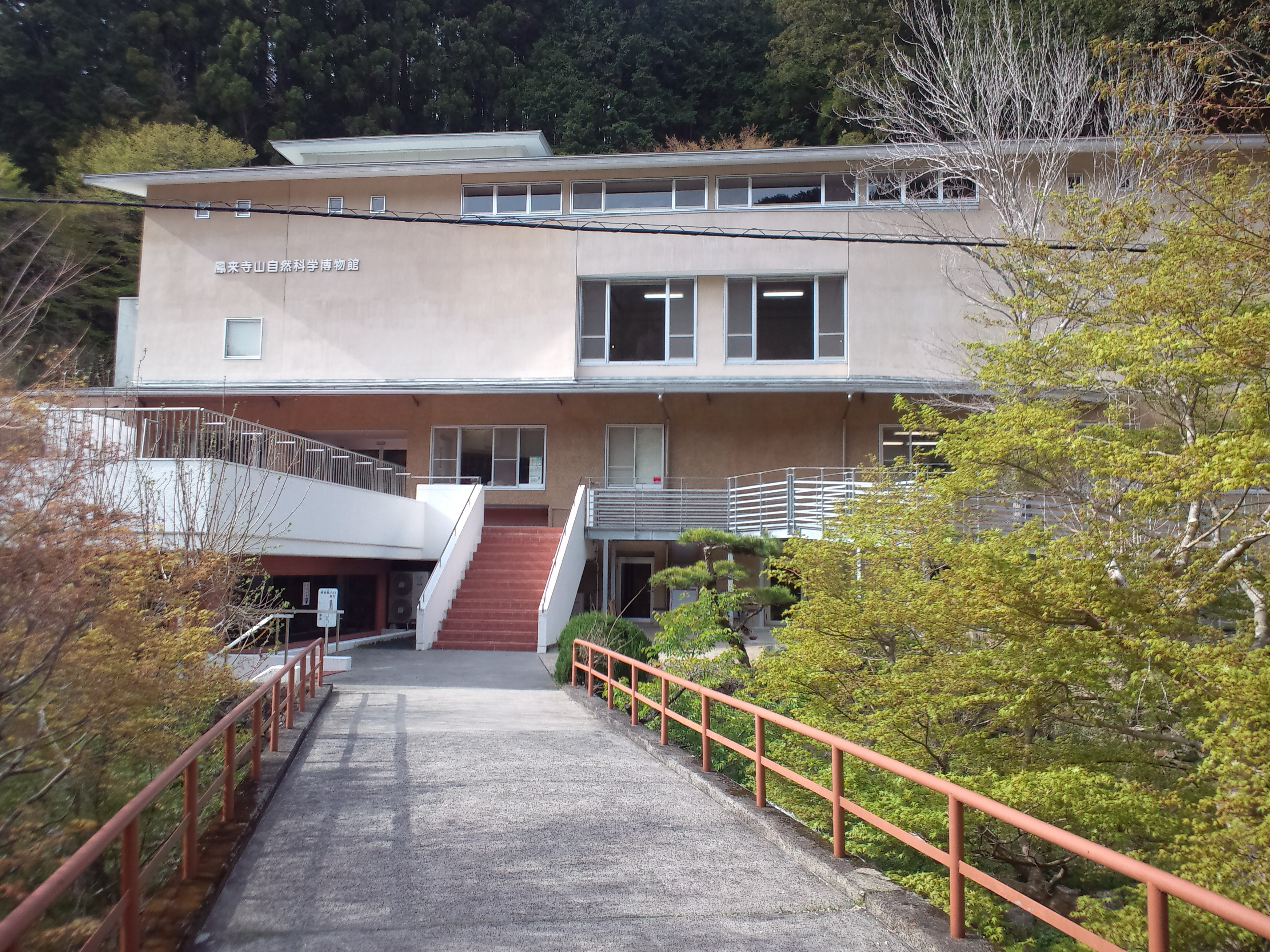
建物入口

鳳来寺山自然科学博物館（ほうらいじさんしぜんかがくはくぶつかん）は、愛知県新城市にある博物館。

## 歴史・概要

### 田口鉄道自然科学博物館
「自然科学博物館」の建設を目指す運動の高まりを受けて、1949年（昭和24年）9月23日に「東三河の地質と鉱物の会」が結成されたのが始まりである。
同会の中心メンバーが、田口鉄道の協力を得て田口鉄道鳳来寺駅の公舎を改築して同月に開館したのが当館の前身である「田口鉄道自然科学博物館」である。

### 愛知県内初の公立の自然科学博物館へ
1956年（昭和31年）に合併で鳳来町が誕生したのをきっかけに、初代町長だった加藤淳が地元の篤志家の寄付などを募って町立博物館を開設することを目指し、1963年（昭和38年）4月に愛知県内初の自然博物館として開館した。
この開館に当たっては、元鳳来寺村村長で林業家であった丸山喜兵衛が山林を立木ごと寄付して建設費の一部としている。
鳳来寺山に生息する動植物や岩石や鉱物、化石などの資料を収集・展示している。
開館時の展示方法としては、1階は観光客や子供などにも判りやすい一般的な展示を行い、2階は学術的・専門的な形で展示を行うという二重展示方式を日本国内で初めて導入した。
また、近隣の自然を実地で観察する「足元の自然に学ぶ野外学習会」といった一般市民向けのフィールドワークや、冊子の刊行なども長年にわたって行ってきた。
また、2003年（平成15年）9月から2004年（平成16年）2月にかけて耐震補強工事が、2010年（平成22年）3月には一部展示コーナーの改修やバリアフリー工事が行われた。

## 利用案内
- 開館時間：8:30 - 17:00
- 休館日：火曜日（休・祝日の場合は翌日）、年末年始
- 入館料：大人・220円、子供・100円

## 交通アクセス
- JR飯田線 本長篠駅から豊鉄バス田口新城線「鳳来寺」バス停下車、徒歩で約10分。